# 宝寿院 (津島市)
宝寿院（ほうじゅいん）は愛知県津島市にある真言宗智山派の寺院。山号は牛頭山。

## 歴史

### 古代から近世
寺伝によれば、弘仁9年（818年）にこの地を訪れた空海（弘法大師）が蔓延する疫病に苦しむ人々のために津島牛頭天王社（現在の津島神社）の隣に堂を設けて薬師如来像を奉って祈祷したものが始まりとされる。江戸時代、天王社には神宮寺として垣内に本地堂が置かれ、玉垣の西に実相院・明星院・宝寿院が並び建ち、神社から離れた場所に観音坊があった

### 近代
明治時代をむかえ、神仏分離に伴って神宮寺は全て廃されることになり、1868年（明治元年）旧暦5月から7月にかけて垣内にあった本地堂と鐘楼・宝篋印塔は破却された。この際、宝寿院の住職であった宥三ら社僧の要請によって本地堂にあった本尊や経文などは実相院に一旦移されたものの、実相院・明星院の社僧が還俗を決めたことから同年8月に本地堂から移された仏像や仏画・宝器に加えて実相院・明星院の仏像なども宝寿院に移されることとなった。なお、この頃すでに観音坊は無住だったため宝寿院の管理下に移された。宥三はその後、神社や本地堂の本寺であった宝生院に対して本地堂の再建運動を行ったが、再建は叶わなかった。
この神仏分離の経過などを記したものとして「神仏分離顛末記宥三日記」が残されており、現在は津島市指定文化財となっている。

### 現代
1959年（昭和34年）の伊勢湾台風で大きな被害を受け、1974年（昭和49年）に地蔵堂、1981年（昭和56年）に本堂が再建された。

## 文化財
津島市指定文化財
- 絹本著色阿弥陀三尊画像
- 鰐口（康安元年在銘）
- 慶應四辰四月より朝制御一新社僧御廃止留付文化十一年戌十月十日より神用公用諸觸留安政六巳未八月書寫焉年中當社御神事式　完

### 旧宝寿院所蔵の文化財
旧宝寿院宝篋印塔（重要文化財）
貞和3年（1347年）の刻銘のある石塔。1967年（昭和42年）に所有者が変わり、名古屋市内の個人邸宅内に移築。その後、滋賀県大津市坂本本町の南善坊に再移築。
絹本著色仏涅槃図（重要文化財）
1918年（大正7年）4月8日の重要文化財（当時の旧国宝）指定時は宝寿院の所有。現在は奈良国立博物館所蔵。

## 境内

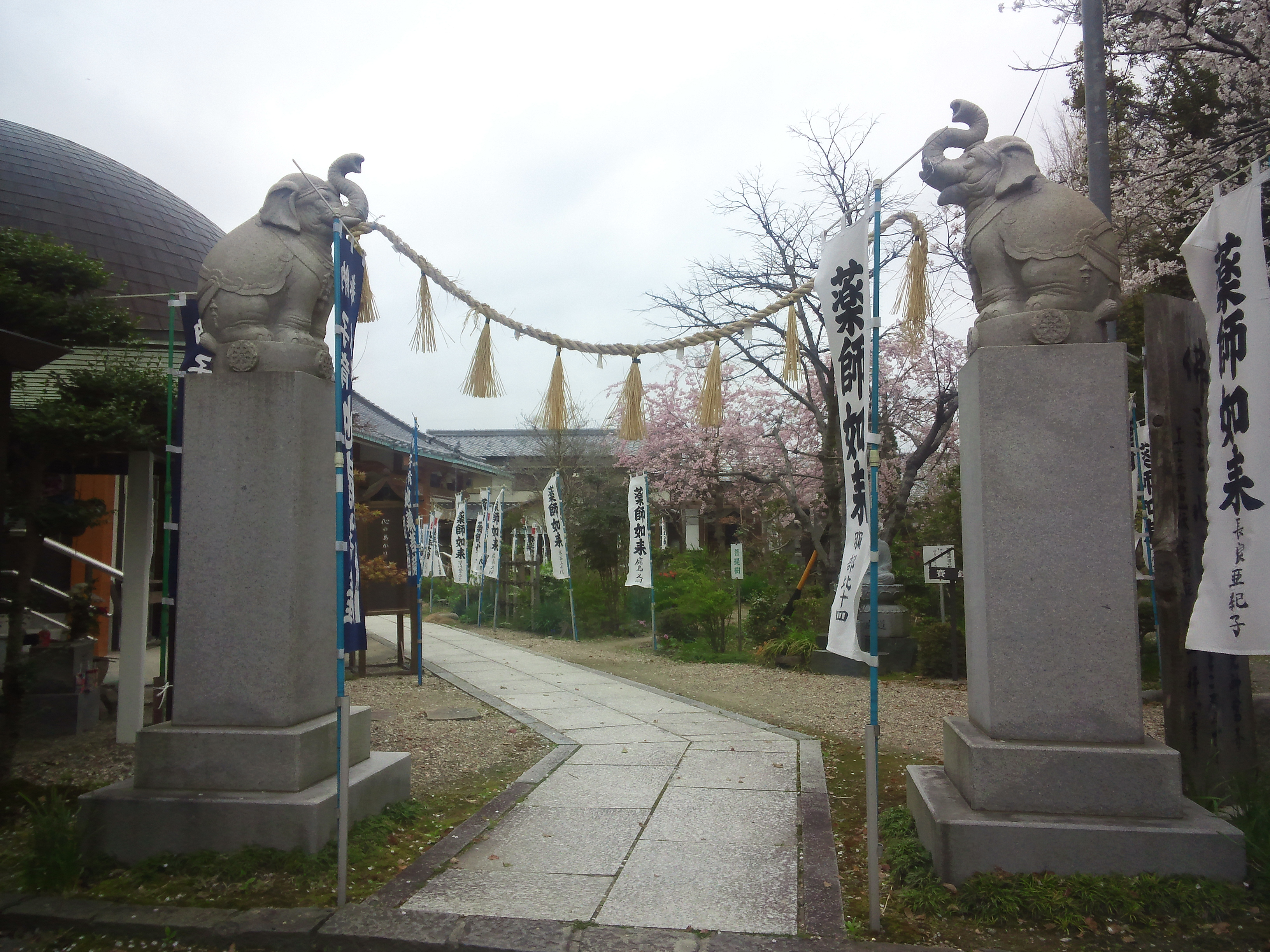
阿吽の像（入口）
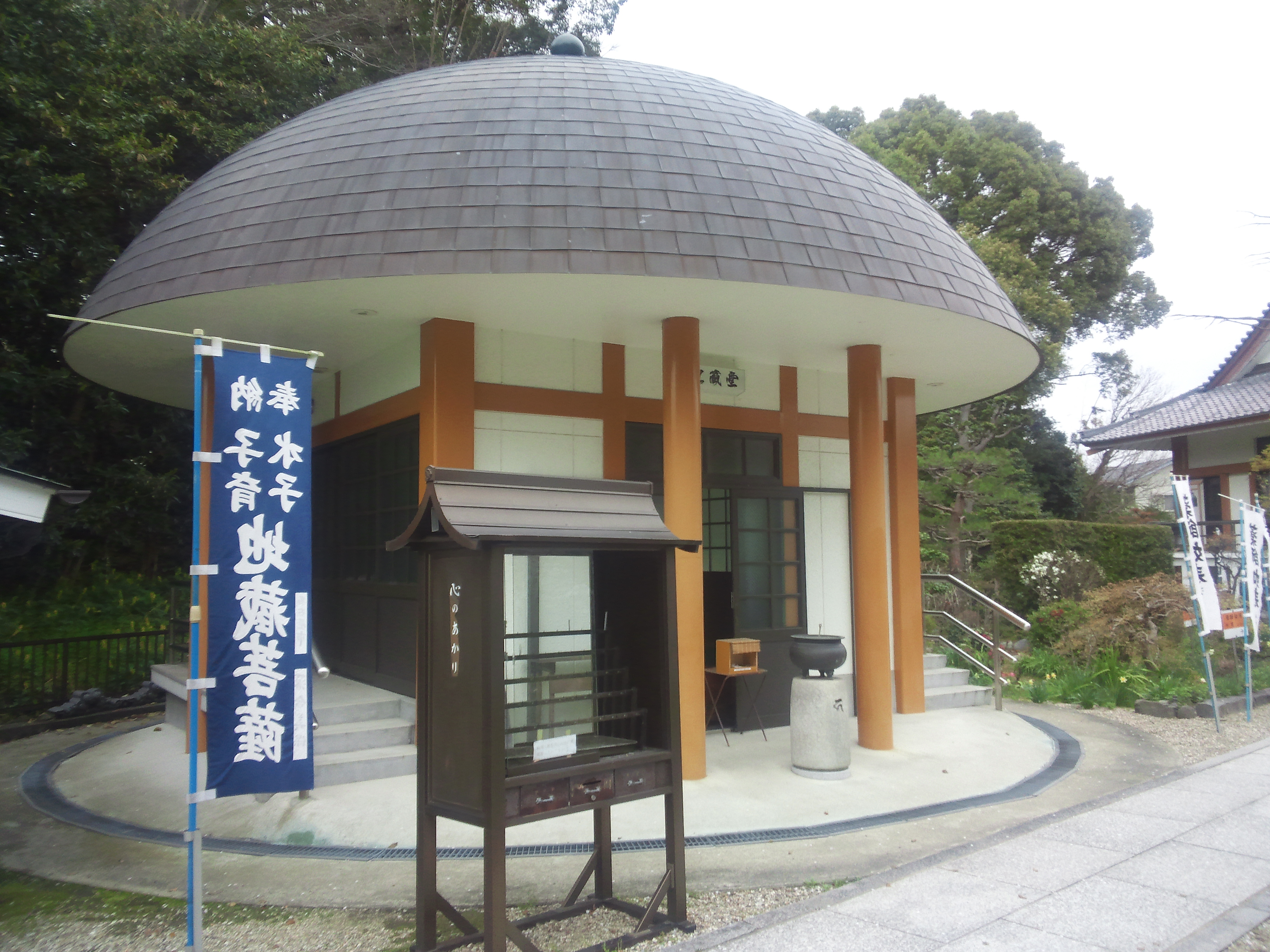
地蔵堂
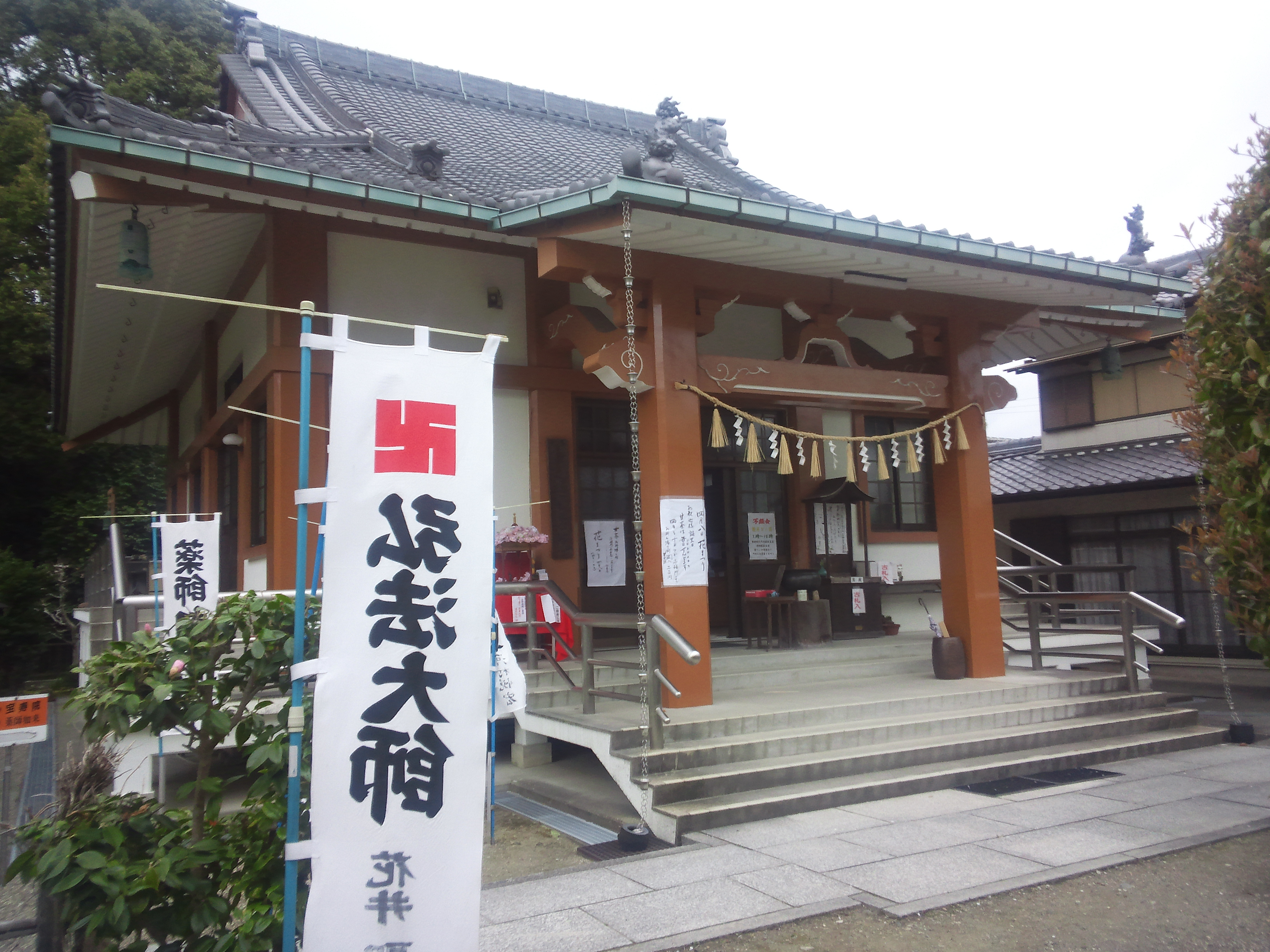
本堂
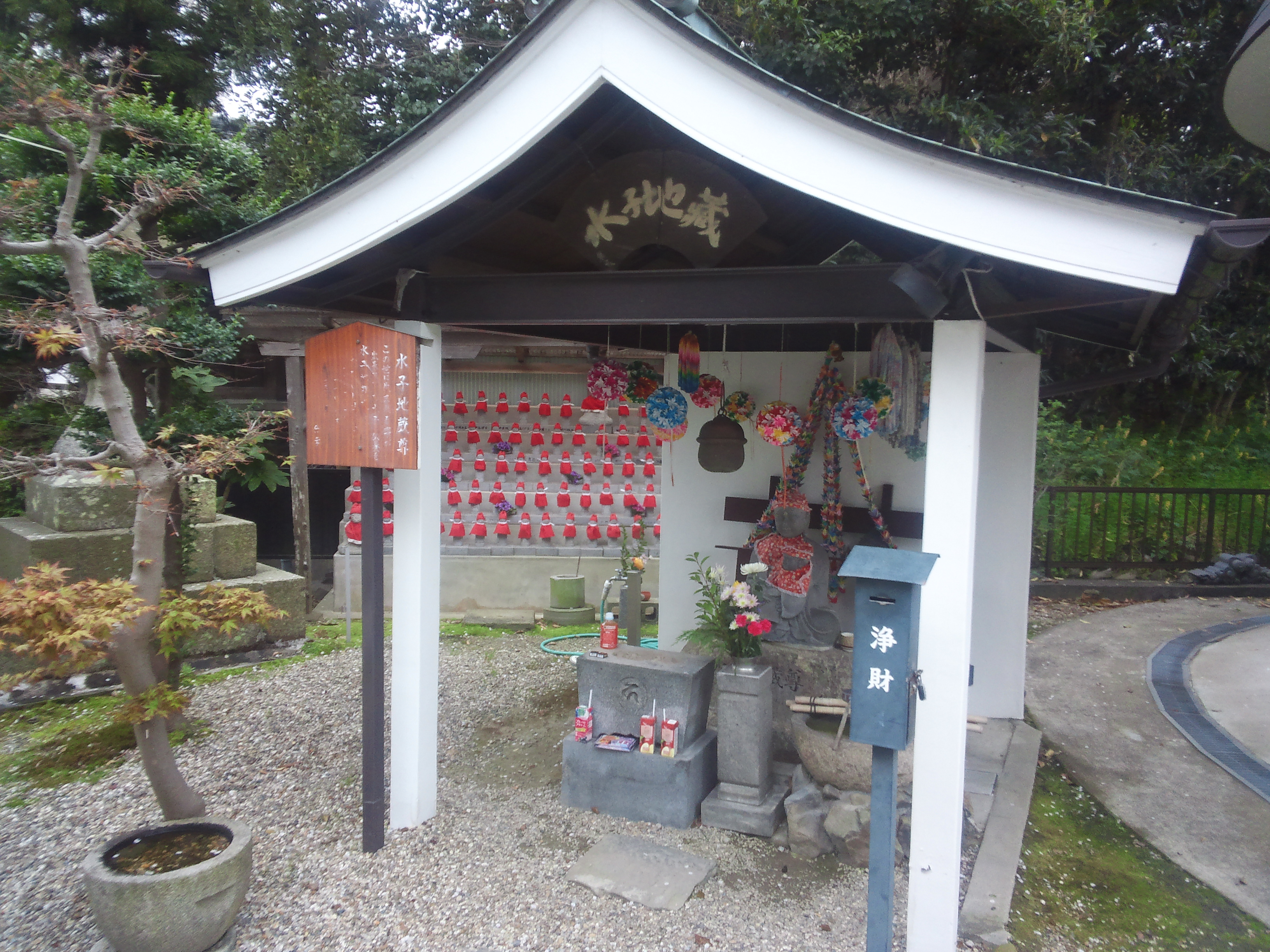
水子地蔵尊
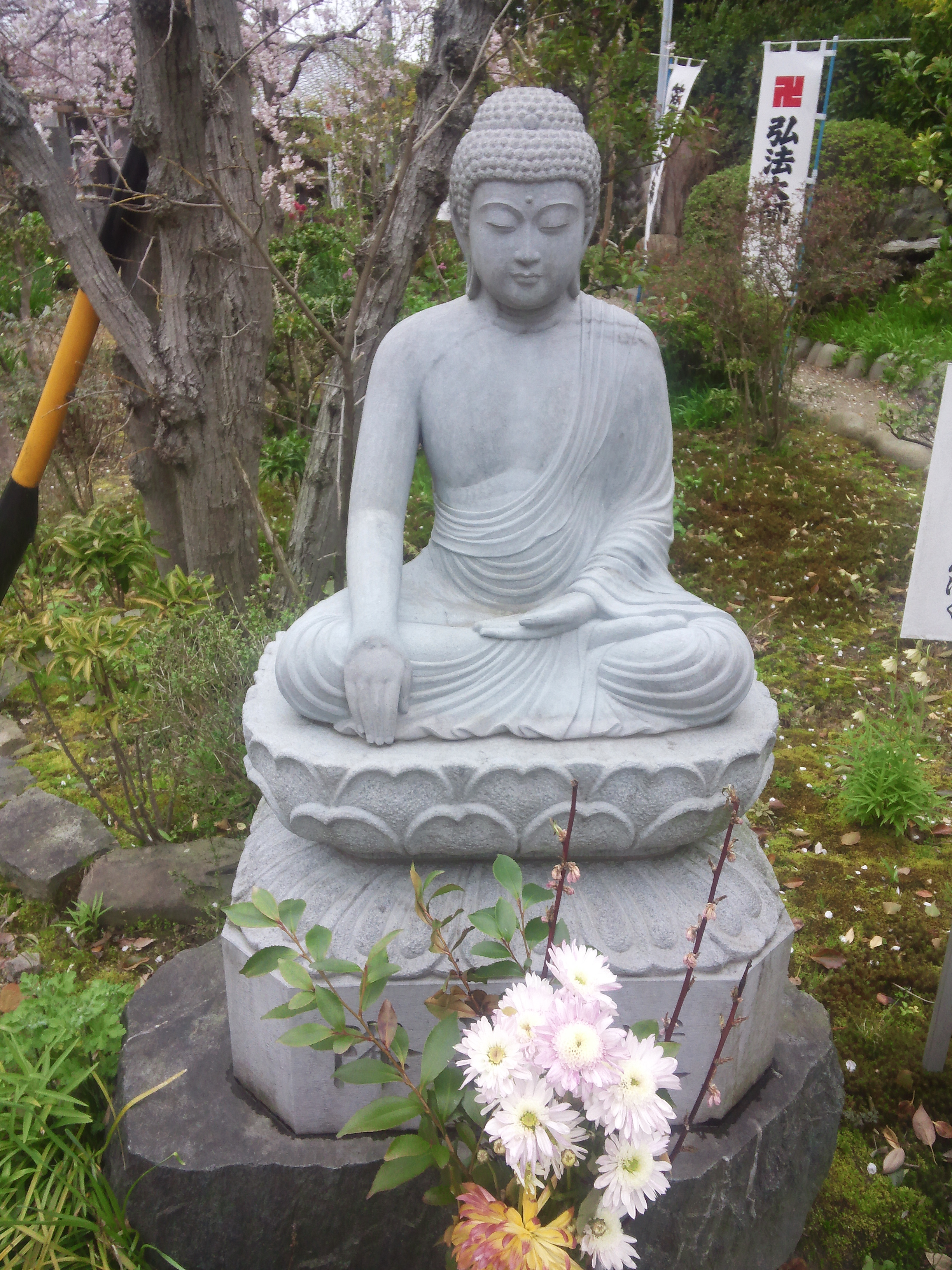
降魔成道の釈迦如来
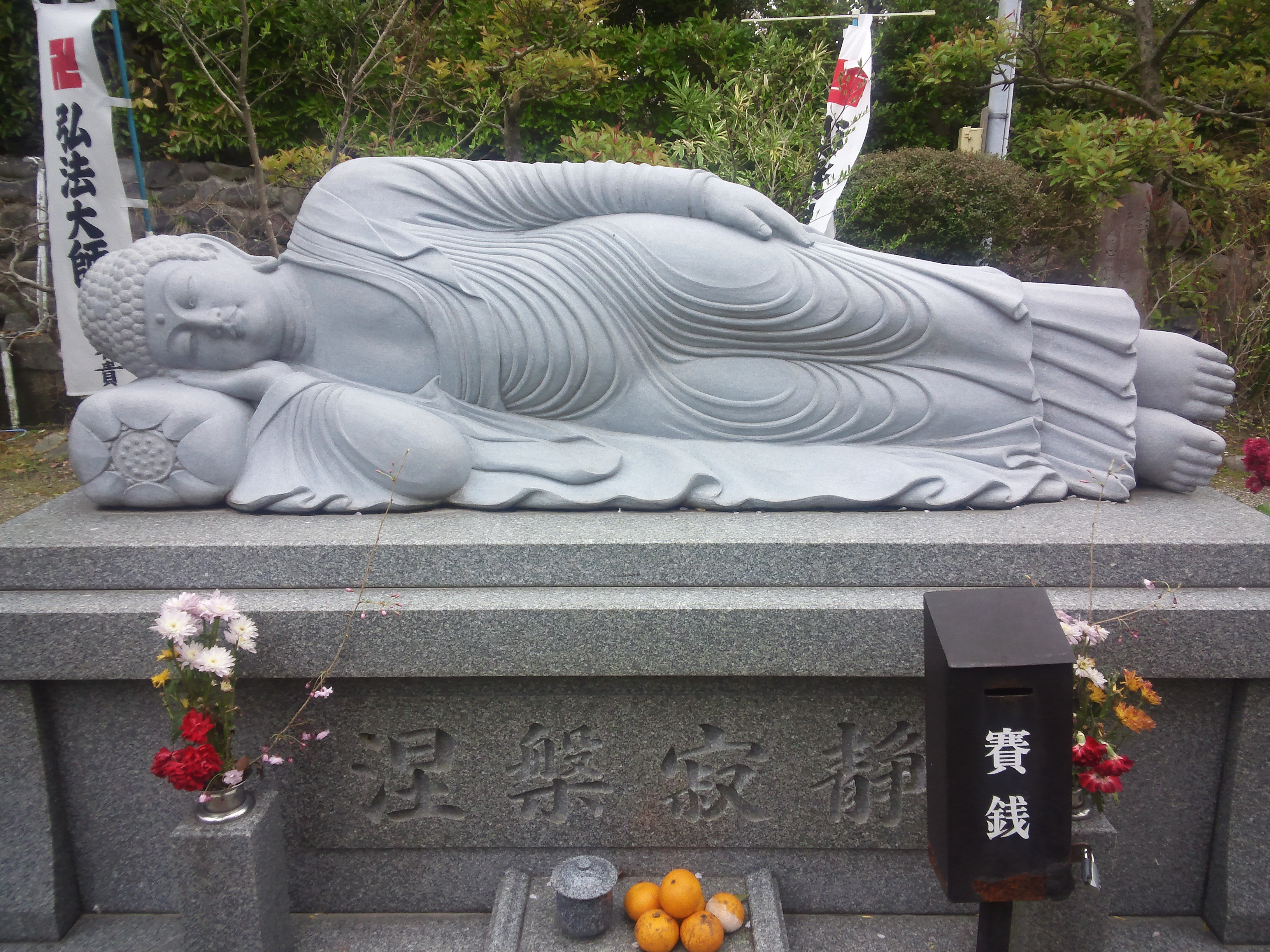
涅槃寂静の像